# Maksym z Jerozolimy
Maksym z Jerozolimy, Maksym III z Jerozolimy (zm. 350) – święty katolicki, biskup.
Był ofiarą prześladowań chrześcijan za czasów cesarza Maksymina Dai. Torturowany i oślepiony na jedno oko, z okaleczoną nogą odbywał przymusowe roboty. Prowadził działalność apostolską i w 335 r. uczestniczył w synodzie w Tyrze. Po śmierci Makarego z Jerozolimy został biskupem Jerozolimy, ale na skutek swego poparcia dla trynitarnej doktryny św. Atanazego w piśmie synodalnym z 348 r., został odsunięty przez Akacjusza z Cezarei.
Dzięki swej postawie określany jest jako świetlisty przykład wiary.
Jego wspomnienie obchodzone jest 5 maja.